# MarieLuise
MarieLuise ist eine ca. zweistündige Kammeroper in 17 Bildern von Kristine Tornquist (Libretto, 2011) und Gernot Schedlberger (Musik, 2011/12).

## Handlung
Marie und Luise sind siamesische Zwillinge, sie teilen sich zwei Beine und zweieinhalb Arme, aber sonst ist jede von ihnen eine eigenständige Persönlichkeit.
Weil sie sich in ihrer Gemeinsamkeit als vollkommen erleben, wollen sie sich politisch engagieren. Sie treten gemeinsam in die gelbe Partei ein, auf deren Agenda das Soziale ganz oben steht. Doch lernen sie bald, dass die Politik ihre eigenen Gesetze hat. Albin, rechte Hand des Parteichefs Professor Hirsch, erklärt ihnen unverblümt, wie man sich in der Politik und bei den Medien gegen Mitbewerber durchsetzt.
Da die Zwillinge sich bewähren und in den Medien populär geworden sind, wird ihnen endlich ein Amt angetragen – das Sozialressort. Doch kann nur eine vorne stehen. Die innerparteiliche Entscheidung zwischen Luise und Marie wird zur privaten Katastrophe. Marie verweigert in der Abstimmung ihre Stimme. Sie will nicht für sich gegen Luise stimmen. Die knappe Abstimmung fällt deshalb zugunsten Luises aus. Sie übernimmt unbeirrt die Sozialagenden.
Marie, die nicht damit einverstanden ist, dass Stimmen gegeneinander aufgerechnet werden, geht in Opposition zur violetten Partei. Die beiden Parteien koalieren und so gelten Marie und Luise als Symbole der Koalition, obwohl sie privat längst nicht mehr im Einklang sind.
Als jedoch die Wahl ansteht, beschließen die Parteien – getrieben von Spindoktor Albin – die Zwillinge wieder loszuwerden, da sie einen glaubwürdigen Wahlkampf gegeneinander erschweren. Marie und Luise werden also wieder zurück in ihr zweisames Leben katapultiert, doch nichts ist, wie es früher war. Ihre zunehmende Opposition hat sich auf ihren geteilten Körper verlagert. Marie hat sich in den Pressesprecher der Violetten, den schönen Alexander, verliebt. Sie verlangt die Trennungsoperation, auch wenn als sicher gilt, dass nur eine von ihnen überleben wird.

## Komposition
Die 90-minütige Kammeroper besteht aus 17 ineinander übergehenden Szenen oder Bildern und wurde 2011 bis 2012 komponiert, in der Besetzung 8 Sänger, ein Schauspieler und 12-köpfiges Kammerorchester.
In der Orchesterbesetzung nehmen 2 Bassklarinetten eine hervorragende Stellung ein, da sie als musikalisches Äquivalent zu den siamesischen Zwillingen Marie und Luise gedacht sind.
Die Streicherbesetzung ist in tiefem Register gehalten (2 Bratschen, Violoncello und Kontrabass), um die oft düsteren Stimmungen der Handlung wiedergeben zu können.

## Gestaltung

### Szenenfolge
1. Ouvertüre
2. Marie und Luise
3. Die einzelnen Menschen
4. Die gelbe Partei
5. Friseur und Presse
6. Karriere
7. Abstimmung
8. Opposition
9. Die violette Partei
10. Alexander
11. Intrige
12. Wahlkampf
13. Marie oder Luise
14. Die Ärzte
15. Operation
16. Erwachen
17. Nachspiel/Epilog

### Besetzung
Schedlberger verwendete in seiner fünften Kammeroper (op. 30) eine Besetzung von acht Sängern und Sängerinnen (teilweise Doppelrollen), einem Schauspieler und einem 12-köpfigen Kammerorchester, wobei die zwei Bassklarinetten im Kammerorchester als musikalisches Äquivalent zu dem siamesischen Zwillingspärchen stehen.
- Piccoloflöte / Flöte / Altflöte (1 Spieler)
- Bassklarinette 1
- Bassklarinette 2 / Klarinette in B
- Horn in F
- Trompete in B
- Akkordeon
- Klavier / Celesta (1 Spieler)
- Schlagwerk
- zwei Violen
- Violoncello
- Kontrabass

## Werkgeschichte

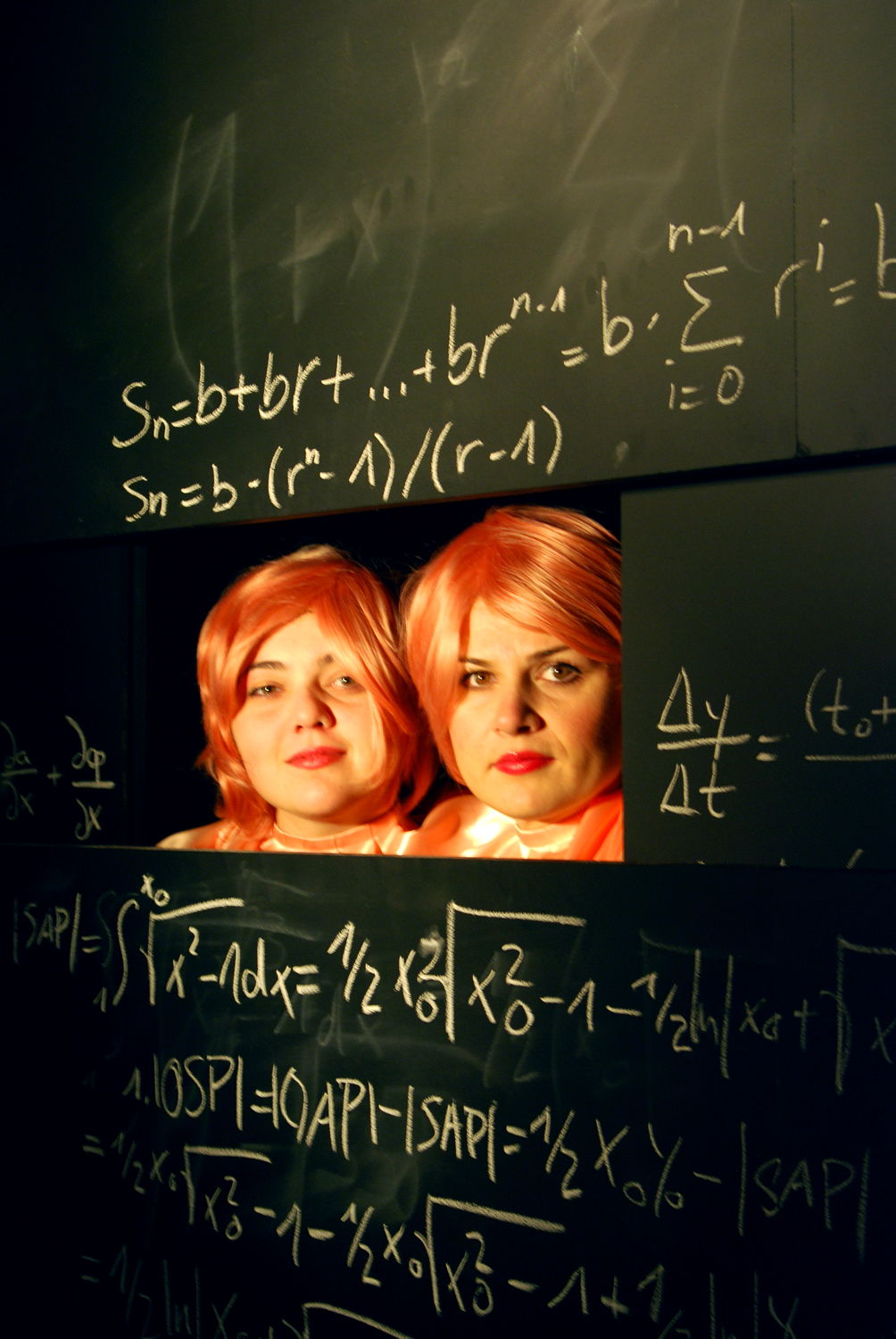
Iwona Sakowicz und Salina Aleksandrova in der Titelrolle

MarieLuise entstand im Auftrag des sirene Operntheater. Die Uraufführung fand in Wien am 31. Dezember 2012 im Palais Kabelwerk statt. Es folgten weitere Vorstellungen am 3., 4., 5., 8. und 9. Januar 2013. Die Produktion war eine Kooperation zwischen dem sirene Operntheater und der Österreichischen Gesellschaft für Zeitgenössische Musik (ÖGZM).
Die musikalische Leitung hatte Gernot Schedlberger inne, Regie führte Kristine Tornquist, Produktionsleiter war Jury Everhartz.
Sänger/Schauspieler
- Iwona Sakowicz (Marie)
- Salina Aleksandrova (Luise)
- Richard Klein (Fux/Chop)
- Johannes Schwendinger (Falk/Dimezza)
- Johann Leutgeb (Hirsch/Neher)
- Günther Strahlegger (Bock/Morcellier)
- Gerhard Hafner (Friseur/Reporter)
- Lisa Rombach (Reporterin/Schwester Dolores)
- Klaus Rohrmoser (Dr. Z)

Leadingteam
- Gernot Schedlberger, musikalische Leitung
- Kristine Tornquist, Regie
- Andrea Költringer, Bühne
- Hans Lindner, Jakob Scheid, Michael Liszt, Clemens Miggitsch, Franz Jackel, Bühnenbau
- Markus Kuscher, Kostüme
- Edgar Aichinger, Licht und Technik
- Antonia Jurkovic, Maske
- Benjamin McQuade, Kaori Nishii, Korrepetition
- Theresa Busch, Regieassistenz
- Isabelle Gustorff, Dramaturgie
- Marianne Korner, mathematische Beratung
- Katja Graf, Tiertraining
- Jury Everhartz, Produktionsleitung

Musiker
- Claudia Schiske (Flöten)
- Thomas Schön (Bassklarinette 1)
- Sabine Zwick (Bassklarinette 2 / Klarinette)
- Hermann Ebner (Horn)
- Hermann Mitterer (Trompete)
- Bojana Foinidis (Akkordeon)
- Benjamin McQuade (Klavier / Celesta)
- Berndt Thurner (Schlagwerk)
- Ines Nowak-Dannoritzer (Viola 1)
- Martina Reiter (Viola 2)
- Francois-Pierre Descamps (Violoncello)
- Antal Rácz (Kontrabass)

Den Ehrenschutz der Aufführungen übernahm der Beauftragte der Stadt Wien für Universitäten und Forschung Alexander Van der Bellen.